# Јунионвил Сентер (Охајо)
Јунионвил Сентер (енгл. Unionville Center) град је у америчкој савезној држави Охајо.

## Демографија
По попису из 2010. године број становника је 233, што је 66 (-22,1%) становника мање него 2000. године.
| Група             | 2000.       | 2010.       |
| Белци             | 294 (98,3%) | 222 (95,3%) |
| Афроамериканци    | 0 (0,0%)    | 0 (0,0%)    |
| Азијати           | 0 (0,0%)    | 6 (2,6%)    |
| Хиспаноамериканци | 4 (1,3%)    | 2 (0,9%)    |
| Укупно            | 299         | 233         |